# Atopognathus barbatus
Atopognathus barbatus är en tvåvingeart som först beskrevs av Friedrich Georg Hendel 1914.  Atopognathus barbatus ingår i släktet Atopognathus och familjen bredmunsflugor. Inga underarter finns listade i Catalogue of Life.